# Dzwonkówka ochrowa

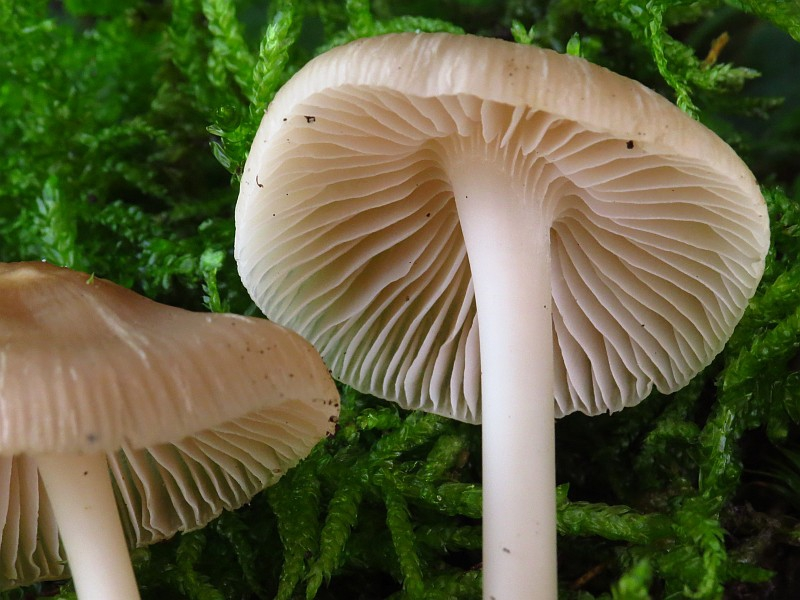

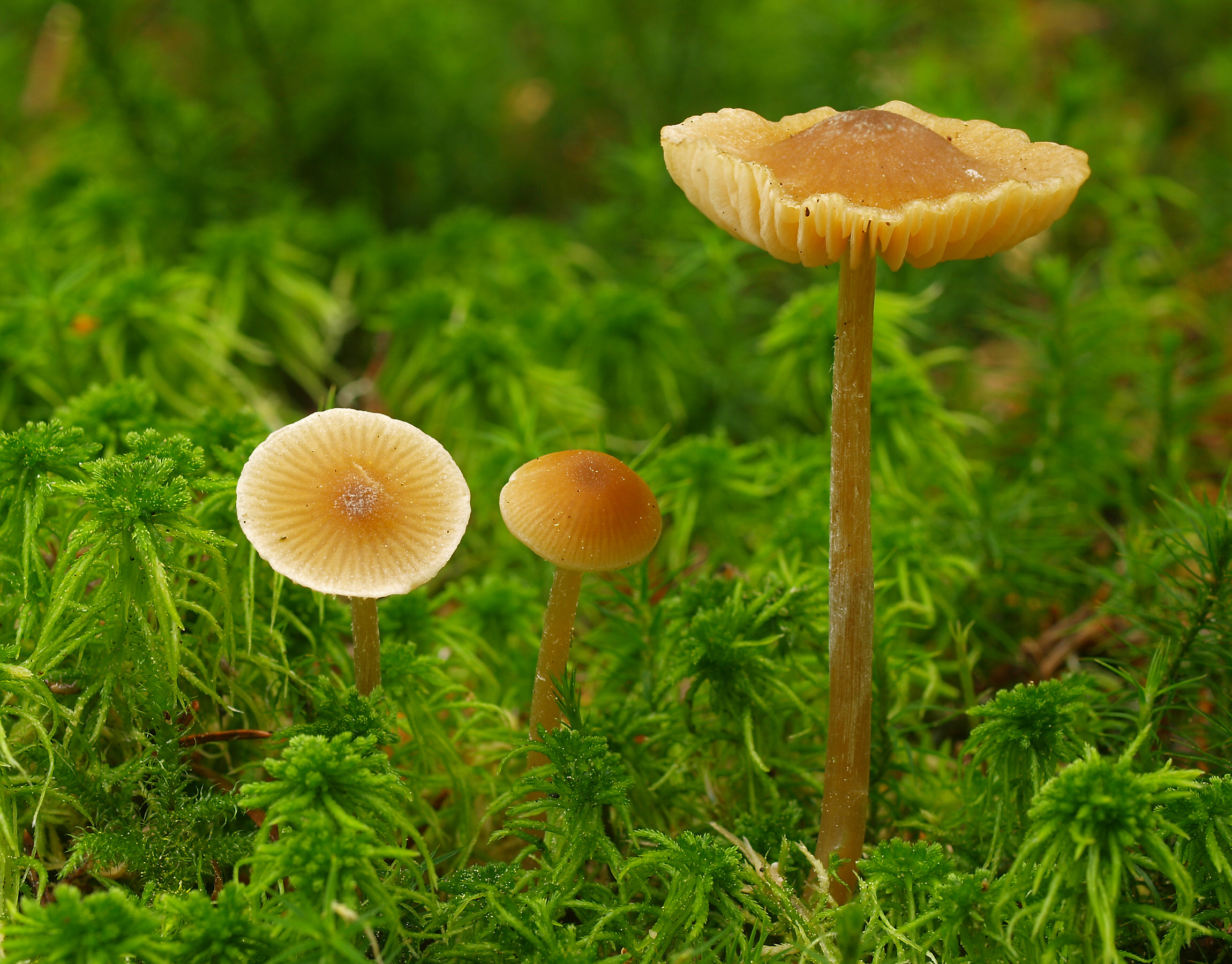

Dzwonkówka ochrowa (Entoloma cetratum (Fr.) M.M. Moser) – gatunek grzybów z rodziny dzwonkówkowatych (Entolomataceae).

## Systematyka i nazewnictwo
Pozycja w klasyfikacji według Index Fungorum: Entoloma, Entolomataceae, Agaricales, Agaricomycetidae, Agaricomycetes, Agaricomycotina, Basidiomycota, Fungi.
Po raz pierwszy opisał go w 1818 Elias Fries, nadając mu nazwę Agaricus cetratus. Obecną nazwę nadał mu w 1978 r. Meinhard Michael Moser, przenosząc go do rodzaju Entoloma.
Synonimy:

- Agaricus cetratus Fr. 1818
- Entoloma cetratum (Fr.) M.M. Moser 1978 var. cetratum
- Hyporrhodius cetratus (Fr.) J. Schröt. 1889
- Latzinaea cetrata (Fr.) Kuntze 1891
- Nolanea cetrata (Fr.) P. Kumm. 1871
- Nolanea cetrata (Fr.) P. Kumm. 1871 f. cetrata
- Nolanea cetrata f. mediospora Largent 1994
- Nolanea cetrata f. minimospora Largent 1994
- Nolanea cetrata (Fr.) P. Kumm. 1871 var. cetrata
- Rhodophyllus cetratus (Fr.) Quél. 1886

Nazwę polską zaproponował Władysław Wojewoda w 2003 r.

## Morfologia
Kapelusz
Średnica 1–4 cm, u młodych owocników stożkowato-dzwonkowaty, potem kolejno łukowaty, płasko rozpostarty i płasko rozpostarty z płytkim wgłębieniem lub wybrzuszeniem na środku. Z czasem ulega także pofałdowaniu. Brzeg ostry, wystający poza blaszki. Jest niehigrofaniczny. W stanie suchym jest jasnoochrowo-brązowy i jaśniejszy przy brzegu, w stanie wilgotnym zmienia barwę na pomarańczowobrązową lub szarobrązową i staje się przy brzegu prążkowany od prześwitujących blaszek.
Blaszki
Średniogęste, w liczbie (15–) 20–30, z międzyblaszkami (l = 1–7), wąsko przyrośnięte lub prawie wolne, początkowo w kształcie trójkątne, potem brzuchate. Mają szerokość do 7 mm, początkowo są żółtawobrązowe, potem różowe, w końcu różowo-brązowe. Ostrza nieregularnie karbowane.
Trzon
Twardy, kruchy, pusty. Wysokość przeważnie 3,5–8,5 cm, grubość do 2–4 mm, cylindryczny ze stopniowo rozszerzająca się podstawą, czasami skręcony. Powierzchnia o barwie od bladożółtej do żółtawobrązowej, silnie pokryta luźnymi włókienkami, przy podstawie biała.
Miąższ
Cienki, żółtobrązowy o niewyraźnym, nieco zjełczałym smaku i bez zapachu
Cechy mikroskopowe
Zarodniki (9,5–) 10,0–13,5 × 7,0–8,0 (–9,0) μm, w widoku z boku nieregularnie zazwyczaj 6–7-kątowe. Czasami 5–8-kątowe. Podstawki 25–50 × 8–13,5 μm, 2–zarodnikowe, rzadko jedno lub kilkuzarodnikowe, ze sprzążkami. Cystyd brak. Strzępki w komórkach skórki o szerokości 4–7(–10) μm, promieniowo ułożone. Pod skórką strzępki nabrzmiałe o rozmiarach 50–90(–140) × 15–30 μm. Wewnątrz strzępek, czasami również w błonach komórkowych, bardzo blady pigment, nigdy nie występuje inkrustacja.
Gatunki podobne
Dzwonkówka ochrowa jest pospolitym gatunkiem dość łatwym do odróżnienia od innych dzwonkówek. Charakteryzuje się żółtawym kolorom, a mikroskopowo dużymi zarodnikami i 2-zarodnikowymi podstawkami. Podobna dzwonkówka gwiaździstozarodnikowa (Entoloma conferendum) odróżnia się wyraźnym wybrzuszeniem na kapeluszu i podłużnie żłobionym trzonem.

## Występowanie i siedlisko
Dzwonkówka ochrowa w Europie jest pospolita. Występuje także w północno-zachodniej części USA, na Alasce i w Kolumbii Brytyjskiej w Kanadzie. W piśmiennictwie naukowym na terenie Polski podano liczne stanowiska. Aktualne stanowiska podaje internetowy atlas grzybów. Zaliczana jest w nim do gatunków rzadkich i chronionych.
Saprotrof. Występuje od lipca do września w lasach iglastych i mieszanych na kwaśnych glebach. Pojawia się w małych grupach, zazwyczaj wśród igieł drzew iglastych na glebie piaszczystej, ale także często w zbiorowiskach roślin wrzosowatych i na wydmach przybrzeżnych. Występuje również na torfie i wśród torfowców.